# Morgado do Arco
O Morgado do Arco foi um morgadio português, instituído no ano de 1636 em Vila Real por D. Francisco Pereira Pinto, depois bispo eleito do Porto, que permaneceu na posse da família Vaz Guedes Pereira Pinto até à extinção dos vínculos em Portugal, em 1863.

## História
Embora o morgadio do Arco só tenha sido formalmente instituído em 1636, a respectiva origem remonta ao dia 20 de dezembro de 1634, data em que o alcaide-mor de Ervededo, Gonçalo Vaz Pinto, assinou com D. Luís de Meneses, último marquês de Vila Real, uma escritura de emprazamento da parte do que era então o palácio dos Marqueses de Vila Real situada em frente da Rua do Arco, na mesma cidade.
A casa e os títulos dos marqueses de Vila Real seriam extintos em 1641, sob acusação de o último marquês e seu filho terem organizado uma conjura contra o rei D. João IV - foram ambos executados, e os respectivos bens confiscados pela coroa, para com eles criar a Casa do Infantado. Mas o prazo da depois chamada Casa do Arco foi sendo sucessivamente renovado pela coroa, até ficar definitivamente na posse dos descendentes de Gonçalo Vaz Pinto, por remissão de foro, depois de 1834.
Gonçalo Vaz Pinto havia sucedido como alcaide de Ervededo a seu pai, João Pinto Pereira, que obtivera o cargo por mercê real de 27 de agosto de 1543, após intercessão do seu irmão, Frei Diogo de Murça, junto de D. João III, no sentido de este não esquecer a promessa de lhe conceder a referida alcaidaria. (Os dois irmãos, João e Diogo, eram filhos de Gonçalo Vaz Guedes e D. Maria Pereira Pinto e bisnetos na linha paterna de outro Gonçalo Vaz Guedes, 3.º senhor de Murça).

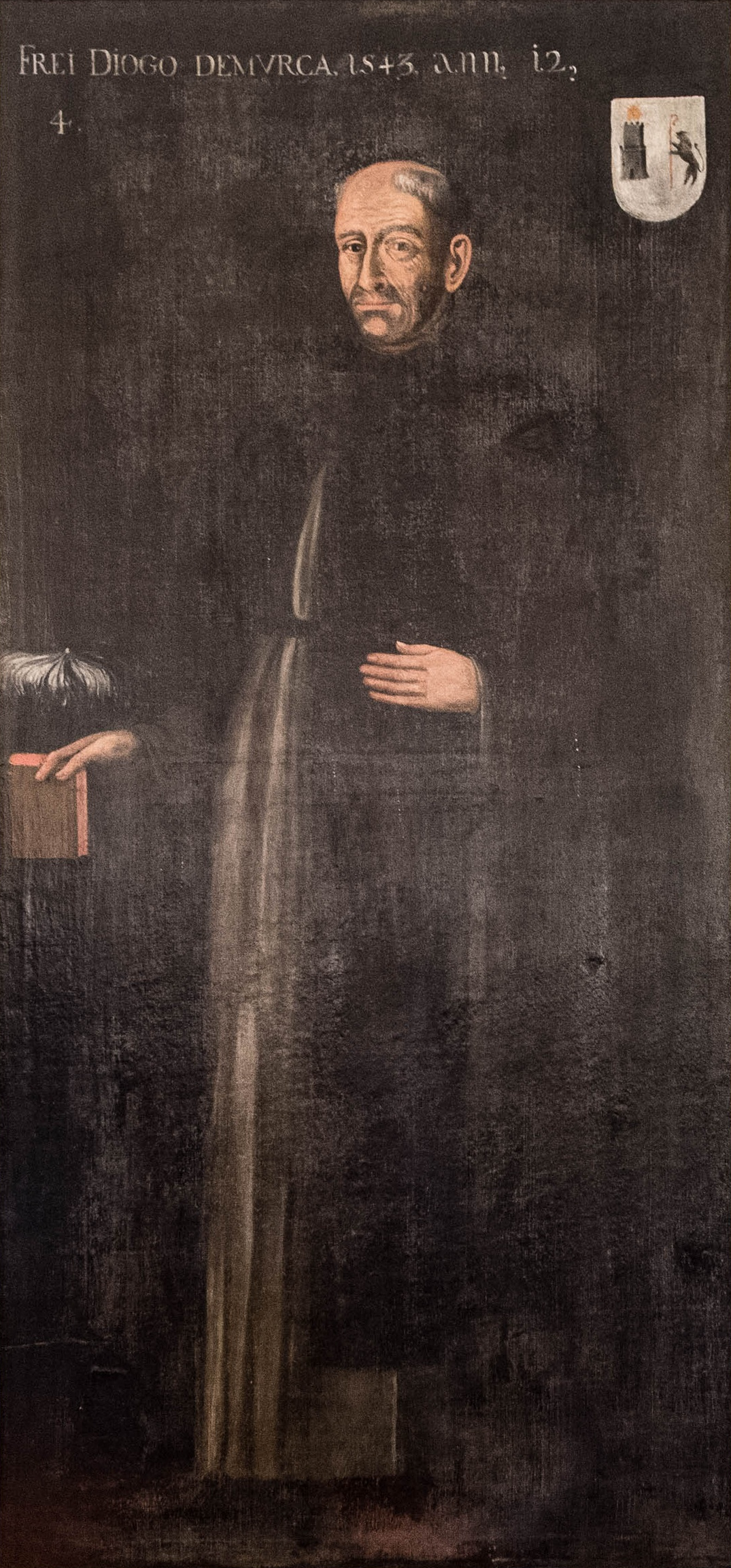
Retrato de Frei Diogo de Murça, humanista, reitor da Universidade de Coimbra, tio-avô do fundador do morgado do Arco e eminente representante da família Vaz Guedes Pereira Pinto no séc. XVI

De Gonçalo Vaz Pinto foi filho primogénito D. Francisco Pereira Pinto (Vila Real, c. 1575 – Madrid, 13 de janeiro de 1642), que teve uma notável carreira jurídica e eclesiástica, ocupando sucessivamente cargos de relevo como o de colegial do colégio de São Paulo em Coimbra, desembargador do Paço, deputado da Mesa de Consciência e Ordens, administrador do priorado de Alcobaça, D. prior do Crato, membro do conselho régio e agente dos negócios de Portugal em Madrid no período final da União Ibérica. Em outubro de 1640 foi designado bispo eleito do Porto, nomeação essa reiterada em 1641, mas nunca chegou a tomar posse pois após a Restauração o Papa, por pressão da Espanha, deixou de confirmar bispos para as dioceses portuguesas.
D. Francisco Pereira Pinto é citado por D. António Caetano de Sousa, na sua História Genealógica da Casa Real Portuguesa, como sendo um dos “muy grandes Senhores e Fidalgos principaes” do reino, favoráveis à restauração, que a ela não pôde aderir, por se encontrar então em Castela, em cuja capital viria a falecer em 1642.
Foi D. Francisco Pereira Pinto quem, no dia 20 de abril de 1636, instituiu por escritura lavrada em Vila Real o vínculo do Morgado e Capela de Nossa Senhora do Loreto, na acima referida Casa do Arco (também conhecida como casa do Arco do Duque, em homenagem aos seus anteriores donos, os marqueses de Vila Real, que tinham também o título de duque de Caminha).
D. Francisco Pereira Pinto nomeou como 1.º administrador do morgado do Arco o seu sobrinho-neto, Francisco Pereira Pinto Guedes, que foi fidalgo da casa real, comendador da Ordem de Cristo, Mestre de Campo do terço de auxiliares de Vila Real e governador da praça de Chaves, com o posto de coronel de cavalaria, durante a guerra da Restauração. Casou com D. Maria Pereira do Lago e teve geração, duas filhas e oito filhos.

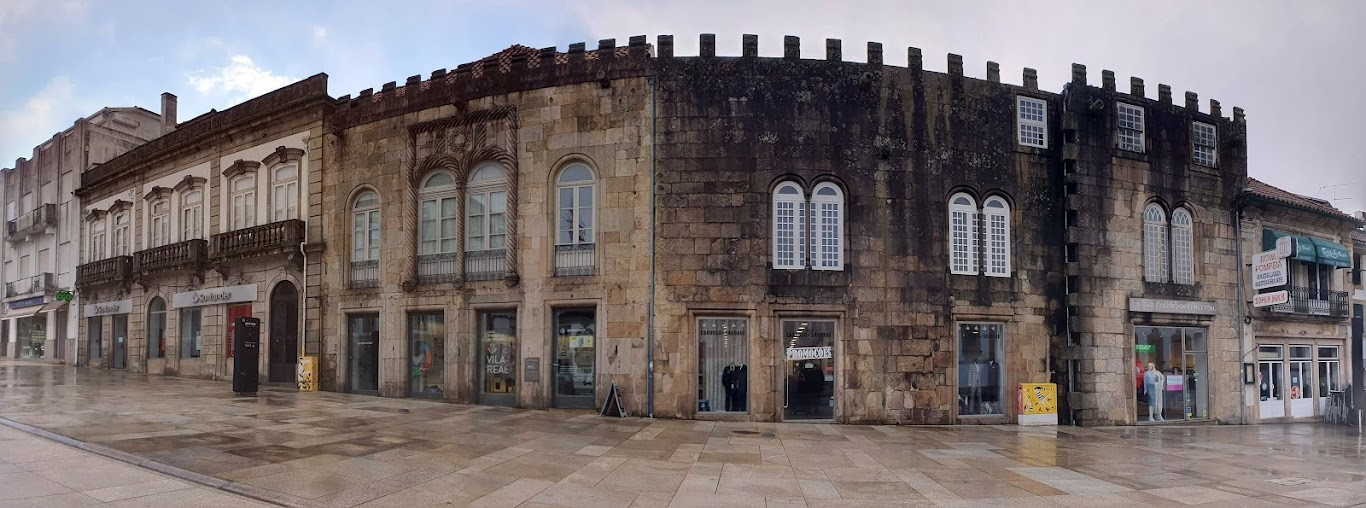
A Casa do Arco, em Vila Real, residência dos Vaz Guedes Pereira Pinto até 1863. Foi na origem um palácio dos Marqueses de Vila Real - que porém, em 1634, emprazaram o edifício ao alcaide-mor de Ervededo, Gonçalo Vaz Pinto, pai do instituidor do morgado do Arco

O filho primogénito deste casal, António Pereira Pinto Guedes, sucedeu ao pai como 2.º morgado do Arco, mas não teve geração do seu casamento, pelo que o 3.º morgado veio a ser seu irmão Miguel Pereira Pinto do Lago.
Na transmissão do vínculo do 3.º para o 4.º morgado do Arco viria a haver uma quebra na regra de sucessão por via da primogenitura. 
Miguel Pereira Pinto do Lago, que foi também Mestre de Campo do terço de auxiliares de Vila Real, além de moço fidalgo da casa real por alvará de 20 de maio de 1671, casou duas vezes, a 1.ª vez em Alcongosta, em 20 de setembro de 1680, com D. Catarina da Fonseca Leitão, 6. ª morgada de São Nicolau de Alcongosta. Mas o filho primogénito deste casamento, Nicolau Pereira Pinto da Fonseca, faleceu antes de seu pai, pelo que a sua filha herdeira, D. Maria Pereira Pinto, não sucederia no morgado do Arco, mas apenas no de Alcongosta, fundado em 1598, de que foi a 8.ª morgada. O neto e sucessor de D. Maria Pereira Pinto foi Bento de Queiroz Pereira Pinto Serpe e Melo, em cuja descendência (seu filho, Miguel Pereira Pinto de Queiroz Serpe e Melo Sampaio, casado com geração com sua prima coirmã, D. Augusta Cândida Vaz Guedes de Ataíde, filha do 6.º morgado do Arco) seguiria a posse do morgadio de Alcongosta, bem como a representação da linha primogénita dos Vaz Guedes Pereira Pinto.
Do segundo casamento de Miguel Pereira Pinto do Lago com D. Ana Maria Pereira Coutinho de Vilhena foi filha, entre outras, D. Francisca Inácia Pereira Coutinho, que casou com Bernardo António da Silveira Pinto da Fonseca; são os progenitores de várias casas de relevo na vida política portuguesa das primeiras décadas do século XIX, nomeadamente os condes de Amarante, os marqueses de Chaves e os viscondes da Várzea.

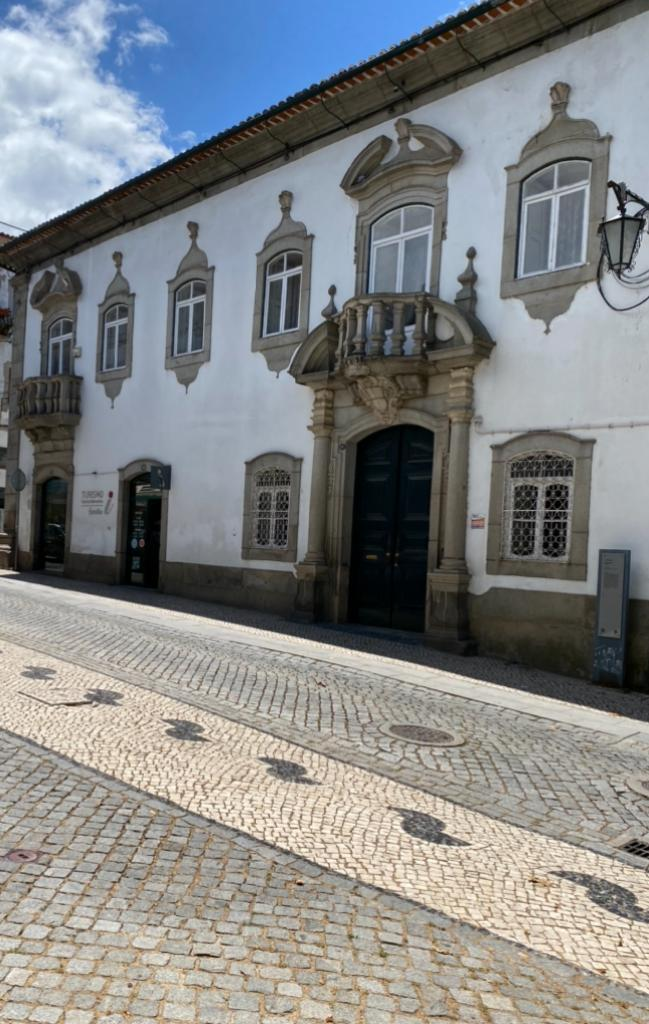
O solar hoje conhecido como Casa dos Maias, no Fundão, que foi uma das residências dos Vaz Guedes Pereira Pinto, morgados do Arco, nos séculos XVIII e XIX

O 4.º morgado do Arco foi assim o filho segundogénito de Miguel Pereira Pinto do Lago, que usou o nome Francisco Pereira Pinto de Oliveira e conseguiu obter a posse do morgado após longa demanda judicial, que venceu. Ficaria também senhor de dois morgadios no Fundão: o de São Miguel, fundado em 1685, que lhe foi doado por seu tio-avô, o padre Miguel de Oliveira e Cunha; e o de Montebelo, que lhe adveio pelo seu casamento com D. Maria Vitória Luísa Homem de Brito, filha herdeira de Manuel de Brito Homem, morgado de Montebelo.
O 5.º morgado do Arco foi o filho primogénito deste casal, Miguel António Vaz Guedes Pereira Pinto, que nasceu em 30 de março de 1734 e faleceu em 10 de agosto de 1810), e foi Fidalgo da Casa Real, além de morgado de São Miguel e Montebelo no Fundão, tendo casado em Vila Real, em 10 de outubro de 1756, com sua prima D. Francisca Margarida Leocádia Pereira Pinto de Magalhães. Deste casamento houve geração, duas filhas (uma das quais, D. Leonor, casou com seu primo, o acima referido 10.º morgado de Alcongosta, Bento de Queiroz Pereira Pinto Serpe e Melo) e seis filhos (entre os quais se destacaram, além do sucessor no morgado do Arco, o 1.º visconde de Vila Garcia, José Vaz Pereira Pinto Guedes, e o 2.º visconde de Montalegre, Luís Vaz Pereira Pinto Guedes, ambos indefectíveis partidários políticos e militares de D. Miguel I).
O filho sucessor do 5.º morgado do Arco, foi Francisco Vaz Guedes Pereira Pinto, Moço Fidalgo em 20 de dezembro de 1778 e Coronel e comandante do Regimento de Milícias de Vila Real, em 12 de outubro de 1804. Casou com D. Ana Joaquina de Ataíde e Cunha Azevedo Brito Malafaia, filha de D. Luís Inácio de Ataíde Azevedo e Brito e herdeira das honras de Barbosa e Ataíde, dois senhorios do século XII.
De Francisco Vaz Guedes e D. Ana Joaquina de Ataíde foi filho sucessor, como 7.º e último morgado do Arco (além de último senhor da honra de Barbosa), D. Miguel Vaz Guedes de Ataíde Azevedo e Brito Malafaia, combatente na guerra peninsular, apoiante de D. Miguel I - tal como seus tios, os viscondes de Vila Garcia e de Montalegre e seu primo, o 1.º Marquês de Chaves - comandante do Regimento de Milícias de Vila Real, em 6 de setembro de 1823 e presidente da Câmara de Penafiel, em 1846 e 1847.

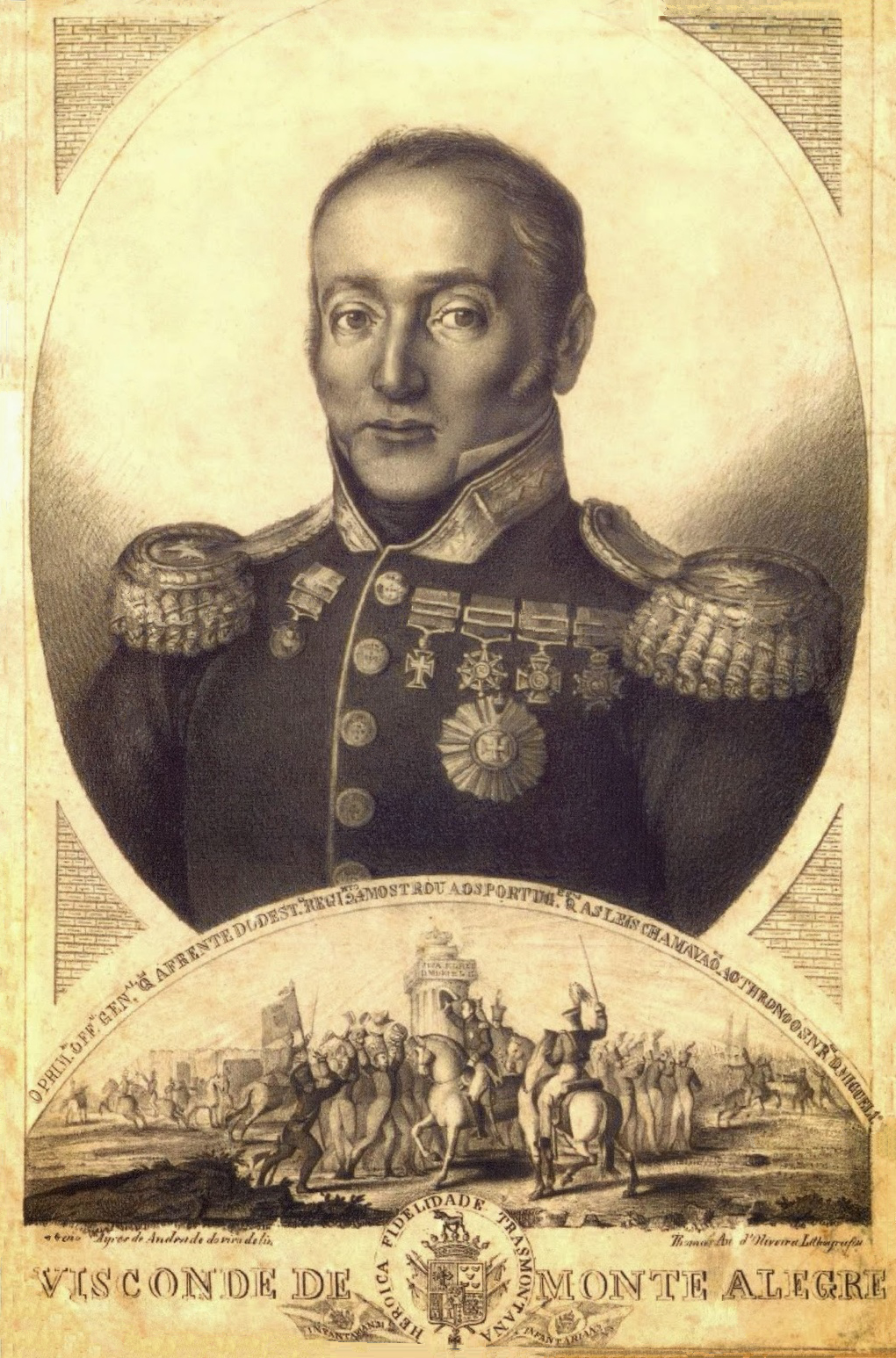
Retrato de Luís Vaz Pereira Pinto Guedes, filho segundogénito do 5.º Morgado do Arco. Foi comandante militar na guerra peninsular e dos exércitos miguelistas, na guerra civil portuguesa - além de 2.º Visconde de Montalegre, jure uxoris,

## Lista dos Morgados do Arco
Instituidor: D. Francisco Pereira Pinto (c. 1585 - 1642), bispo eleito do Porto
1. Francisco Pereira Pinto Guedes (c. 1625 - depois de 1672), sobrinho-neto do instituidor
2. António Pereira Pinto Guedes (c. 1650 -?), filho do anterior
3. Miguel Pereira Pinto do Lago (1652 – 1717), irmão do anterior
4. Francisco Pereira Pinto de Oliveira (1682 – 1760), filho do anterior
5. Miguel António Vaz Guedes Pereira Pinto (1734 - 1810), filho do anterior
6. Francisco Vaz Guedes Pereira Pinto (1761 – 1813), filho do anterior
7. D. Miguel Vaz Guedes de Ataíde Azevedo e Brito Malafaya (1794 – 1864), filho do anterior

## Principais linhas de descendência (séculos XVIII e XIX)
| | | | | | |  |  | Miguel Pereira Pinto do Lago (1652–1717) 3.º Morgado do Arco casou 1.ª vez com a 6.ª morgada de Alcongosta, 2.ª vez com filha do senhor de Valverdinho | | | | | |  |  | | | | | | |  |  |  |  |  |  |  |  |  |  |  |  |  |  |  |  |  |  |
| | | | | | |  |  | | | | | | |  |  | | | | | | |  |  |  |  |  |  |  |  |  |  |  |  |  |  |  |  |  |  |
| | | | | | |  |  | | | | | | |  |  | | | | | | |  |  |  |  |  |  |  |  |  |  |  |  |  |  |  |  |  |  |
| D. Francisca Inácia Pereira Coutinho filha do 2.º casamento casou em 1717 com Bernardo da Silveira                           | D. Francisca Inácia Pereira Coutinho filha do 2.º casamento casou em 1717 com Bernardo da Silveira                           | D. Francisca Inácia Pereira Coutinho filha do 2.º casamento casou em 1717 com Bernardo da Silveira                           | D. Francisca Inácia Pereira Coutinho filha do 2.º casamento casou em 1717 com Bernardo da Silveira                           | D. Francisca Inácia Pereira Coutinho filha do 2.º casamento casou em 1717 com Bernardo da Silveira                           | D. Francisca Inácia Pereira Coutinho filha do 2.º casamento casou em 1717 com Bernardo da Silveira                           |  |  | Francisco Pereira Pinto de Oliveira (1682–1770) 4.º Morgado do Arco Morgado de S. Miguel e Montebelo, no Fundão                                        | Francisco Pereira Pinto de Oliveira (1682–1770) 4.º Morgado do Arco Morgado de S. Miguel e Montebelo, no Fundão   | Francisco Pereira Pinto de Oliveira (1682–1770) 4.º Morgado do Arco Morgado de S. Miguel e Montebelo, no Fundão   | Francisco Pereira Pinto de Oliveira (1682–1770) 4.º Morgado do Arco Morgado de S. Miguel e Montebelo, no Fundão   | Francisco Pereira Pinto de Oliveira (1682–1770) 4.º Morgado do Arco Morgado de S. Miguel e Montebelo, no Fundão   | Francisco Pereira Pinto de Oliveira (1682–1770) 4.º Morgado do Arco Morgado de S. Miguel e Montebelo, no Fundão   |  |  | Nicolau Pereira Pinto da Fonseca (1681-antes de 1717) filho primogénito do 3.º morgado do Arco Herdeiro do morgado de Alcongosta | Nicolau Pereira Pinto da Fonseca (1681-antes de 1717) filho primogénito do 3.º morgado do Arco Herdeiro do morgado de Alcongosta | Nicolau Pereira Pinto da Fonseca (1681-antes de 1717) filho primogénito do 3.º morgado do Arco Herdeiro do morgado de Alcongosta | Nicolau Pereira Pinto da Fonseca (1681-antes de 1717) filho primogénito do 3.º morgado do Arco Herdeiro do morgado de Alcongosta | Nicolau Pereira Pinto da Fonseca (1681-antes de 1717) filho primogénito do 3.º morgado do Arco Herdeiro do morgado de Alcongosta | Nicolau Pereira Pinto da Fonseca (1681-antes de 1717) filho primogénito do 3.º morgado do Arco Herdeiro do morgado de Alcongosta |  |  |  |  |  |  |  |  |  |  |  |  |  |  |  |  |  |  |
| D. Francisca Inácia Pereira Coutinho filha do 2.º casamento casou em 1717 com Bernardo da Silveira                           | D. Francisca Inácia Pereira Coutinho filha do 2.º casamento casou em 1717 com Bernardo da Silveira                           | D. Francisca Inácia Pereira Coutinho filha do 2.º casamento casou em 1717 com Bernardo da Silveira                           | D. Francisca Inácia Pereira Coutinho filha do 2.º casamento casou em 1717 com Bernardo da Silveira                           | D. Francisca Inácia Pereira Coutinho filha do 2.º casamento casou em 1717 com Bernardo da Silveira                           | D. Francisca Inácia Pereira Coutinho filha do 2.º casamento casou em 1717 com Bernardo da Silveira                           |  |  | Francisco Pereira Pinto de Oliveira (1682–1770) 4.º Morgado do Arco Morgado de S. Miguel e Montebelo, no Fundão                                        | Francisco Pereira Pinto de Oliveira (1682–1770) 4.º Morgado do Arco Morgado de S. Miguel e Montebelo, no Fundão   | Francisco Pereira Pinto de Oliveira (1682–1770) 4.º Morgado do Arco Morgado de S. Miguel e Montebelo, no Fundão   | Francisco Pereira Pinto de Oliveira (1682–1770) 4.º Morgado do Arco Morgado de S. Miguel e Montebelo, no Fundão   | Francisco Pereira Pinto de Oliveira (1682–1770) 4.º Morgado do Arco Morgado de S. Miguel e Montebelo, no Fundão   | Francisco Pereira Pinto de Oliveira (1682–1770) 4.º Morgado do Arco Morgado de S. Miguel e Montebelo, no Fundão   |  |  | Nicolau Pereira Pinto da Fonseca (1681-antes de 1717) filho primogénito do 3.º morgado do Arco Herdeiro do morgado de Alcongosta | Nicolau Pereira Pinto da Fonseca (1681-antes de 1717) filho primogénito do 3.º morgado do Arco Herdeiro do morgado de Alcongosta | Nicolau Pereira Pinto da Fonseca (1681-antes de 1717) filho primogénito do 3.º morgado do Arco Herdeiro do morgado de Alcongosta | Nicolau Pereira Pinto da Fonseca (1681-antes de 1717) filho primogénito do 3.º morgado do Arco Herdeiro do morgado de Alcongosta | Nicolau Pereira Pinto da Fonseca (1681-antes de 1717) filho primogénito do 3.º morgado do Arco Herdeiro do morgado de Alcongosta | Nicolau Pereira Pinto da Fonseca (1681-antes de 1717) filho primogénito do 3.º morgado do Arco Herdeiro do morgado de Alcongosta |  |  |  |  |  |  |  |  |  |  |  |  |  |  |  |  |  |  |
| Manuel da Silveira Pinto da Fonseca (c. 1740-?) progenitor dos condes de Amarante, marqueses de Chaves e viscondes da Várzea | Manuel da Silveira Pinto da Fonseca (c. 1740-?) progenitor dos condes de Amarante, marqueses de Chaves e viscondes da Várzea | Manuel da Silveira Pinto da Fonseca (c. 1740-?) progenitor dos condes de Amarante, marqueses de Chaves e viscondes da Várzea | Manuel da Silveira Pinto da Fonseca (c. 1740-?) progenitor dos condes de Amarante, marqueses de Chaves e viscondes da Várzea | Manuel da Silveira Pinto da Fonseca (c. 1740-?) progenitor dos condes de Amarante, marqueses de Chaves e viscondes da Várzea | Manuel da Silveira Pinto da Fonseca (c. 1740-?) progenitor dos condes de Amarante, marqueses de Chaves e viscondes da Várzea |  |  | Miguel António Vaz Guedes Pereira Pinto (1734-1810) 5º Morgado do Arco progenitor dos viscondes de Vila Garcia                                         | Miguel António Vaz Guedes Pereira Pinto (1734-1810) 5º Morgado do Arco progenitor dos viscondes de Vila Garcia    | Miguel António Vaz Guedes Pereira Pinto (1734-1810) 5º Morgado do Arco progenitor dos viscondes de Vila Garcia    | Miguel António Vaz Guedes Pereira Pinto (1734-1810) 5º Morgado do Arco progenitor dos viscondes de Vila Garcia    | Miguel António Vaz Guedes Pereira Pinto (1734-1810) 5º Morgado do Arco progenitor dos viscondes de Vila Garcia    | Miguel António Vaz Guedes Pereira Pinto (1734-1810) 5º Morgado do Arco progenitor dos viscondes de Vila Garcia    |  |  | D. Maria Pereira Pinto (1706–depois de 1744) 8.ª Morgada de São Nicolau de Alcongosta                                            | D. Maria Pereira Pinto (1706–depois de 1744) 8.ª Morgada de São Nicolau de Alcongosta                                            | D. Maria Pereira Pinto (1706–depois de 1744) 8.ª Morgada de São Nicolau de Alcongosta                                            | D. Maria Pereira Pinto (1706–depois de 1744) 8.ª Morgada de São Nicolau de Alcongosta                                            | D. Maria Pereira Pinto (1706–depois de 1744) 8.ª Morgada de São Nicolau de Alcongosta                                            | D. Maria Pereira Pinto (1706–depois de 1744) 8.ª Morgada de São Nicolau de Alcongosta                                            |  |  |  |  |  |  |  |  |  |  |  |  |  |  |  |  |  |  |
| Manuel da Silveira Pinto da Fonseca (c. 1740-?) progenitor dos condes de Amarante, marqueses de Chaves e viscondes da Várzea | Manuel da Silveira Pinto da Fonseca (c. 1740-?) progenitor dos condes de Amarante, marqueses de Chaves e viscondes da Várzea | Manuel da Silveira Pinto da Fonseca (c. 1740-?) progenitor dos condes de Amarante, marqueses de Chaves e viscondes da Várzea | Manuel da Silveira Pinto da Fonseca (c. 1740-?) progenitor dos condes de Amarante, marqueses de Chaves e viscondes da Várzea | Manuel da Silveira Pinto da Fonseca (c. 1740-?) progenitor dos condes de Amarante, marqueses de Chaves e viscondes da Várzea | Manuel da Silveira Pinto da Fonseca (c. 1740-?) progenitor dos condes de Amarante, marqueses de Chaves e viscondes da Várzea |  |  | Miguel António Vaz Guedes Pereira Pinto (1734-1810) 5º Morgado do Arco progenitor dos viscondes de Vila Garcia                                         | Miguel António Vaz Guedes Pereira Pinto (1734-1810) 5º Morgado do Arco progenitor dos viscondes de Vila Garcia    | Miguel António Vaz Guedes Pereira Pinto (1734-1810) 5º Morgado do Arco progenitor dos viscondes de Vila Garcia    | Miguel António Vaz Guedes Pereira Pinto (1734-1810) 5º Morgado do Arco progenitor dos viscondes de Vila Garcia    | Miguel António Vaz Guedes Pereira Pinto (1734-1810) 5º Morgado do Arco progenitor dos viscondes de Vila Garcia    | Miguel António Vaz Guedes Pereira Pinto (1734-1810) 5º Morgado do Arco progenitor dos viscondes de Vila Garcia    |  |  | D. Maria Pereira Pinto (1706–depois de 1744) 8.ª Morgada de São Nicolau de Alcongosta                                            | D. Maria Pereira Pinto (1706–depois de 1744) 8.ª Morgada de São Nicolau de Alcongosta                                            | D. Maria Pereira Pinto (1706–depois de 1744) 8.ª Morgada de São Nicolau de Alcongosta                                            | D. Maria Pereira Pinto (1706–depois de 1744) 8.ª Morgada de São Nicolau de Alcongosta                                            | D. Maria Pereira Pinto (1706–depois de 1744) 8.ª Morgada de São Nicolau de Alcongosta                                            | D. Maria Pereira Pinto (1706–depois de 1744) 8.ª Morgada de São Nicolau de Alcongosta                                            |  |  |  |  |  |  |  |  |  |  |  |  |  |  |  |  |  |  |
| | | | | | |  |  | Francisco Vaz Guedes Pereira Pinto (1761-1813) 6.º Morgado do Arco casou com a herdeira das honras de Barbosa e de Ataíde                              | | | | | |  |  | | | | | | |  |  |  |  |  |  |  |  |  |  |  |  |  |  |  |  |  |  |
| | | | | | |  |  | | | | | | |  |  | | | | | | |  |  |  |  |  |  |  |  |  |  |  |  |  |  |  |  |  |  |
| | | | | | |  |  | D. Miguel Vaz Guedes de Ataíde Azevedo e Brito (1794–1864) Último senhor do Morgado do Arco e da honra de Barbosa                                      | D. Miguel Vaz Guedes de Ataíde Azevedo e Brito (1794–1864) Último senhor do Morgado do Arco e da honra de Barbosa | D. Miguel Vaz Guedes de Ataíde Azevedo e Brito (1794–1864) Último senhor do Morgado do Arco e da honra de Barbosa | D. Miguel Vaz Guedes de Ataíde Azevedo e Brito (1794–1864) Último senhor do Morgado do Arco e da honra de Barbosa | D. Miguel Vaz Guedes de Ataíde Azevedo e Brito (1794–1864) Último senhor do Morgado do Arco e da honra de Barbosa | D. Miguel Vaz Guedes de Ataíde Azevedo e Brito (1794–1864) Último senhor do Morgado do Arco e da honra de Barbosa |  |  | Bento de Queiroz Pinto de Ataíde (1826-antes de 1890) 12.º e último administrador da capela de São Nicolau, em Alcongosta        | Bento de Queiroz Pinto de Ataíde (1826-antes de 1890) 12.º e último administrador da capela de São Nicolau, em Alcongosta        | Bento de Queiroz Pinto de Ataíde (1826-antes de 1890) 12.º e último administrador da capela de São Nicolau, em Alcongosta        | Bento de Queiroz Pinto de Ataíde (1826-antes de 1890) 12.º e último administrador da capela de São Nicolau, em Alcongosta        | Bento de Queiroz Pinto de Ataíde (1826-antes de 1890) 12.º e último administrador da capela de São Nicolau, em Alcongosta        | Bento de Queiroz Pinto de Ataíde (1826-antes de 1890) 12.º e último administrador da capela de São Nicolau, em Alcongosta        |  |  |  |  |  |  |  |  |  |  |  |  |  |  |  |  |  |  |